# Palácios Imperiais das Dinastias Ming e Qing em Pequim e Shenyang
Palácios Imperiais das Dinastias Ming e Qing em Pequim e Shenyang
é um sítio classificado pela UNESCO como Património da Humanidade em 1987, com extensão em 2004.
Compreende:
- Cidade Proibida em Pequim
- Palácio de Mukden em Shenyang